# レアル・デ・アスィエントス
レアル・デ・アスィエントス（Real de Asientos）
は、メキシコのアグアスカリエンテス州にある自治体。州北東部に位置する鉱山都市。鉱業や恐竜、サボテンに関する博物館がある。プエブロ・マヒコ選出。